# Metabelba heteropoda
Metabelba heteropoda är en kvalsterart som beskrevs av Balogh 1958. Metabelba heteropoda ingår i släktet Metabelba och familjen Damaeidae. Inga underarter finns listade i Catalogue of Life.